# Линстов, Ханс
Ханс Дитлев Франц Линстов (дат. и норв. Hans Ditlev Frantz von Linstow; 4 мая 1787, Хёрсхольм — 10 июня 1851, Кристиания) — датский и норвежский архитектор и художник. Его главной работой является проектирование Королевского дворца в Осло.

## Биография
Ханс Дитлев Франц фон Линстов родился в Хёрсхольме. Линстов принадлежал к дворянскому роду из Мекленбурга, который был натурализован в Дании. Он вырос и провел все детство в замке Хиршхольм. В 1805 году он пошел в школу, а в 1812 году получил степень юриста в Копенгагенском университете. Сначала он изучал живопись в Художественной академии в Копенгагене, одновременно изучая право. 
После окончания учебы в 1812 году он отправился в Конгсберг, и в 1812-1814 годах учился в так называемой Бергакадемии, которая готовила военных инженеров. Однако он не завершил это военное образование, а параллельно изучал архитектуру. В 1814 году он работал при датском королевском дворе, но после расторжения унии между Данией и Норвегией в том же году уехал в Норвегию и в 1815-1820 годах работал военным юристом в кавалерии. В 1818 году он стал одним из инициаторов создания Норвежской национальной академии ремесла и художественной промышленности в Кристиании. Он преподавал сначала штукатурку, а затем строительство зданий до ухода в отставку в 1840 году.

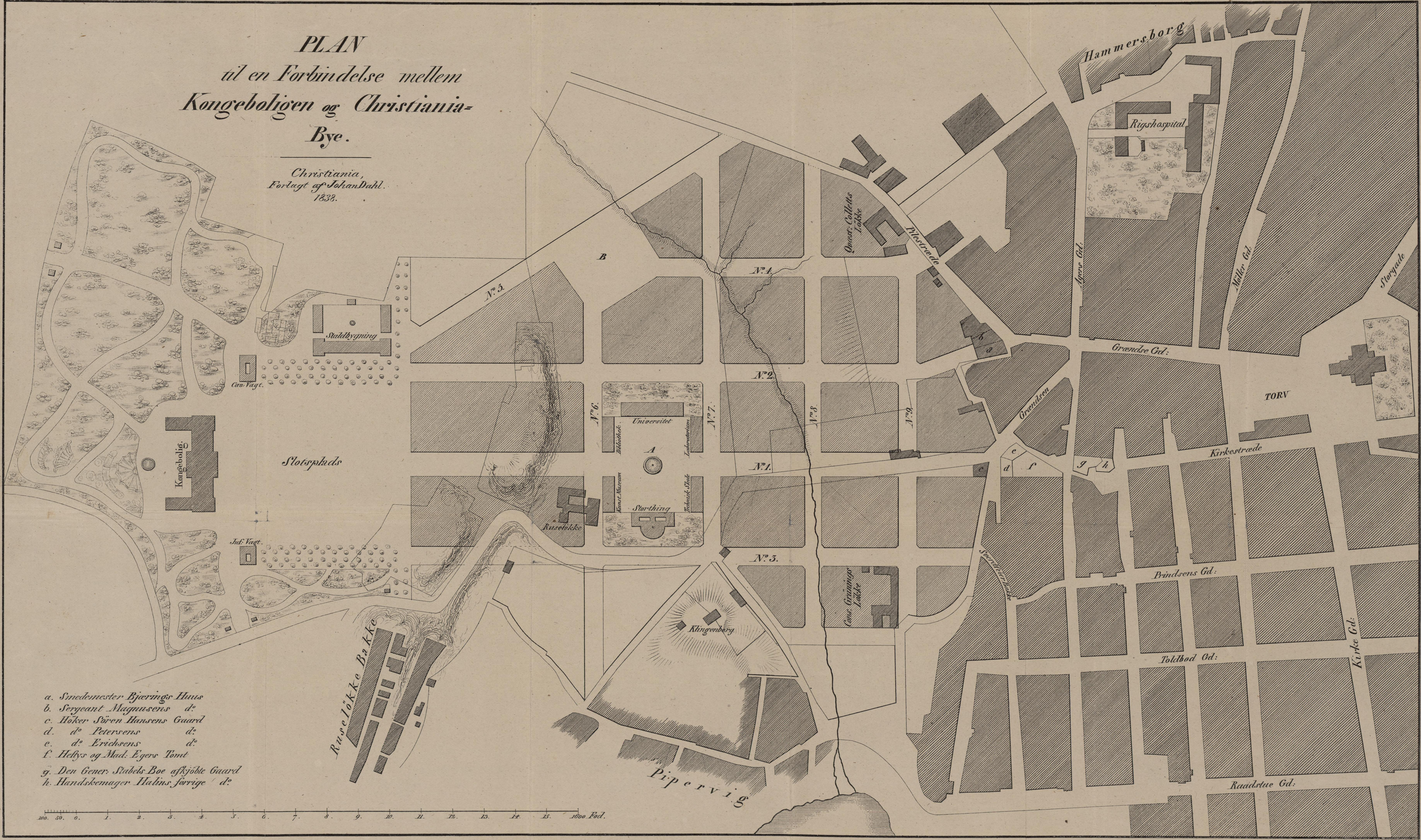
Чертеж Королевского дворца в Осло

В 1823 году ему было поручено спроектировать новый Королевский дворец в Кристиании и разбить вокруг него парк. Он также помогал своему другу, писателю Генрику Вергеланну, в строительстве его нового дома Гроттен на окраине парка. Оба эти здания являются примерами раннего использования им стиля швейцарского шале в своих рисунках.
Поскольку Королевский дворец был возведен за пределами основной части города, Линстов в 1838 году предложил план соединения дворца с городом. Основные части этого плана были реализованы в том месте, где сейчас находится главный бульвар и туристическая зона, ворота Карла Йоханса. В 1828-1835 годах Линстов работал над набором стандартных чертежей для норвежских церквей. На основе этих чертежей по всей Норвегии было возведено около семидесяти различных церквей.

## Память
В 1885 году в его честь была названа улица в Осло.